# 辛格纳普尔
辛格纳普尔（Singnapur），是印度马哈拉施特拉邦Ahmadnagar县的一个城镇。总人口10858（2001年）。

## 人口
该地2001年总人口10858人，其中男性6025人，女性4833人；0—6岁人口1478人，其中男748人，女730人；识字率68.11%，其中男性为76.45%，女性为57.71%。